# Nenad Moačanin
Nenad Moačanin (Zagreb, 1. ožujka 1949.), hrvatski je povjesničar (specijalist za područje hrvatske povijesti za osmanske vladavine) i prevoditelj.

## Životopis
Nenad Moačanin rodio se u Zagrebu 1949. godine. 1968. godine završio je Klasičnu gimnaziju, 1973. godine na Filozofskom fakultetu u Zagrebu diplomirao je jednopredmetnu povijest a na Filozofskom fakultetu u Sarajevu, 1979. godine, orijentalistiku. Magistrirao je 1983. godine na Filozofskom fakultetu u Zagrebu s temom Upravna podjela i stanovništvo Požeškog sandžaka te doktorirao, 1990. godine, s temom Gradovi u turskoj Slavoniji i Srijemu.
Od 1978. do 1992. godine zaposlen je u Zavodu za povijesne znanosti JAZU/HAZU, potom kao znanstveni suradnik u Zavodu za hrvatsku povijest Filozofskog fakulteta u Zagrebu, od 1993. do 1998. godine radi kao docent, od 1998. godine kao izvanredni profesor, a od 2002. godine redoviti je profesor na Odsjeku za povijest Filozofskog fakulteta u Zagrebu (katedra za hrvatsku povijest, predmet Hrvatska povijest u ranom novom vijeku). Također na istome fakultetu do 2003. godine predavao je dio nastave na studiju turkologije pri Odsjeku za Orijentalistiku i hungarologiju (Islamska civilizacija I-II, osmanska paleografija i diplomatika). Sudjelovao je i na više znanstvenih skupova u inozemstvu. U razdoblju veljača-ožujak 2002. godine održao je niz predavanja na Oddelku za zgodovino Sveučilišta u Ljubljani. 
Od 10. svibnja 2012. godine član je suradnik Razreda za društvene znanosti HAZU.
Govori engleski, njemački, francuski i turski jezik.

## Djela
- Požega i Požeština u sklopu Osmanlijskog Carstva (1537. – 1691.), Naklada Slap, Jastrebarsko, 1997. (2. izd. Zagreb, 2003.)
- Turska Hrvatska: Hrvati pod vlašću Osmanskoga Carstva do 1791.: preispitivanja, Matica hrvatska, Zagreb, 1999.
- Slavonija i Srijem u razdoblju osmanske vladavine, Hrvatski institut za povijest, Podružnica za povijest Slavonije, Srijema i Baranje, Slavonski Brod, 2001.
- Town and Country on the Middle Danube: 1526-1690, Brill Academic Publishers, Leiden - Boston, 2006.
- Hrvatsko-slavonska Vojna krajina i Hrvati pod vlašću Osmanskoga Carstva u ranome novom vijeku, Biblioteka Hrvatska povijest. Hrvatska povijest u ranome novom vijeku, sv. 2., Leykam international - Barbat, Zagreb, 2007. (suautor Željko Holjevac)
- Veliki osječki most: povijesni dossier i suvremena interpretacija / The great Osijek bridge: historical dossier and contemporary interpretation, Hrvatska akademija znanosti i umjetnosti, Zavod za znanstveni i umjetnički rad u Osijeku, Zagreb - Osijek, 2014. (suautori: Ivana Haničar Buljan, Milan Pelc, Mladen Pešić, Ratko Vučetić)[5]

i oko četrdeset studija.

## Vanjske poveznice
- HAZU: Popis objavljenih radova
- Nenad Moačanin, Osmansko-turski porezni popisi i historijska geografija // Radovi Zavoda za hrvatsku povijest, br. 1. (1998.), str. 294. – 299. (Hrčak)
- Borislav Grgin, Putokaz prema sintezi. Nenad Moačanin, Turska Hrvatska, Matica hrvatska, Zagreb, 1999.  Arhivirana inačica izvorne stranice od 4. ožujka 2008. (Wayback Machine), Vijenac, broj 160, 20. travnja 2000.
- (engl.) Prof. Dr. Nenad Moačanin  Arhivirana inačica izvorne stranice od 28. kolovoza 2016. (Wayback Machine) (životopis i radovi na stranicama projekta  Arhivirana inačica izvorne stranice od 28. kolovoza 2016. (Wayback Machine) "Evliya Chelebi and Croats. New Perspectives")